# 方禹鼎
方禹鼎(1772年10月19日-1820年10月9日)，字九汝，號暉齋，本貫温陽方氏。
朝鮮正祖時代武科合格，1803年任奏請使兼冬至正使沈能建隨員出使清國。1811年發生洪景來之亂，任西征軍左哨官立下戰功，1816年求禮縣監職務。
他的墓地在京畿道加平郡月谷里，在朝鮮哲宗時代追贈兵曹參判之職。
曾著<西征日記>，記録洪景來之亂的每日事件經歷，研究價值高。